# Vrané nad Vltavou
Obec Vrané nad Vltavou se nachází v okrese Praha-západ, kraj Středočeský, na pravém břehu řeky Vltavy v kopcovitém terénu na jihu Pražské plošiny. Žije zde přibližně 2 700 obyvatel. Obec se skládá ze dvou historických částí, Skochovic a Vraného. Do území Vraného přesahuje i zástavba navazující na Novou Březovou (z obce Březová-Oleško).
Do roku 1950 nesla obec skládající se z osad Skochovice a Vrané název Skochovice.

## Historie

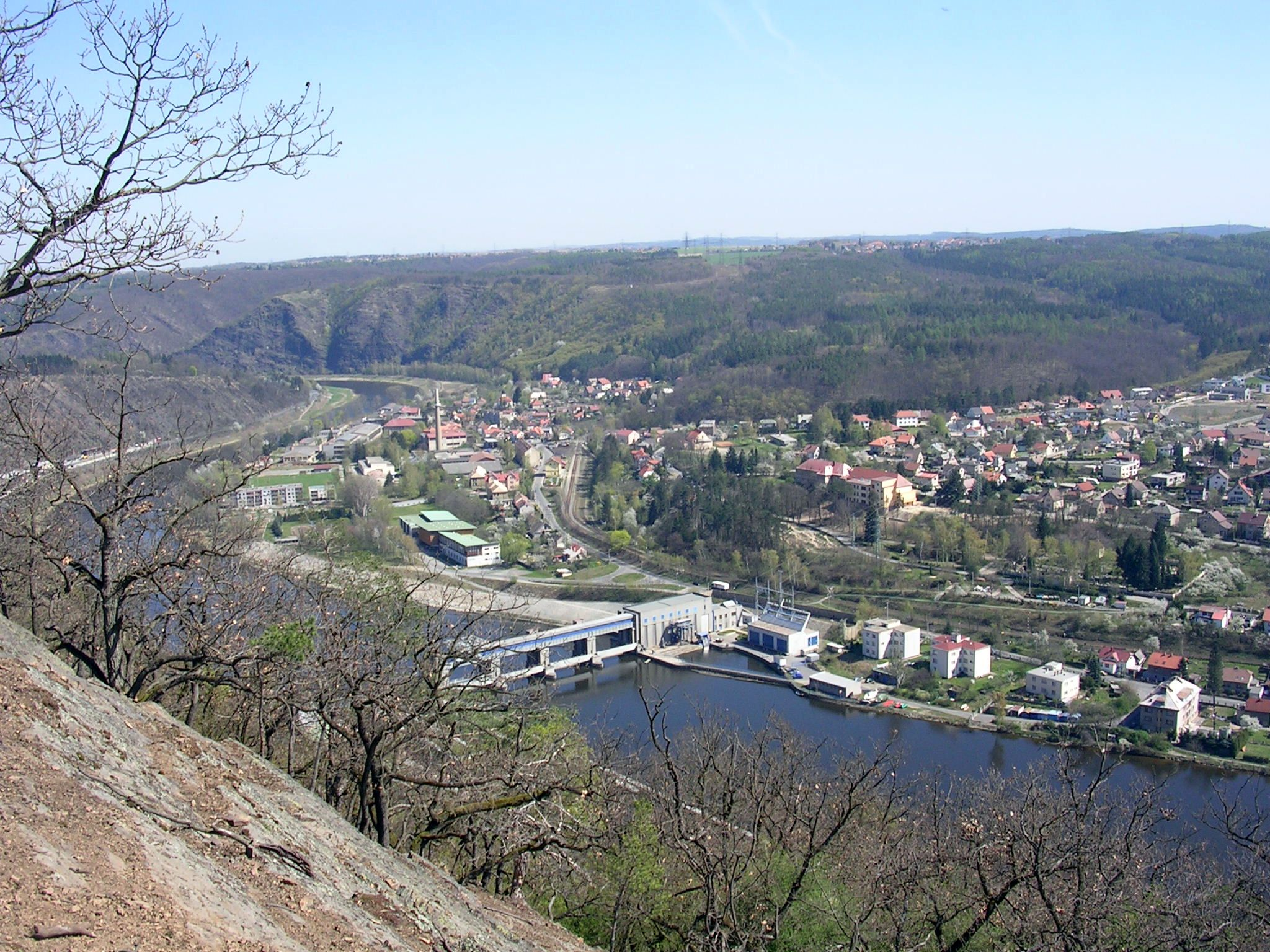
Severovýchodní část Vraného s nádražím a přehradou

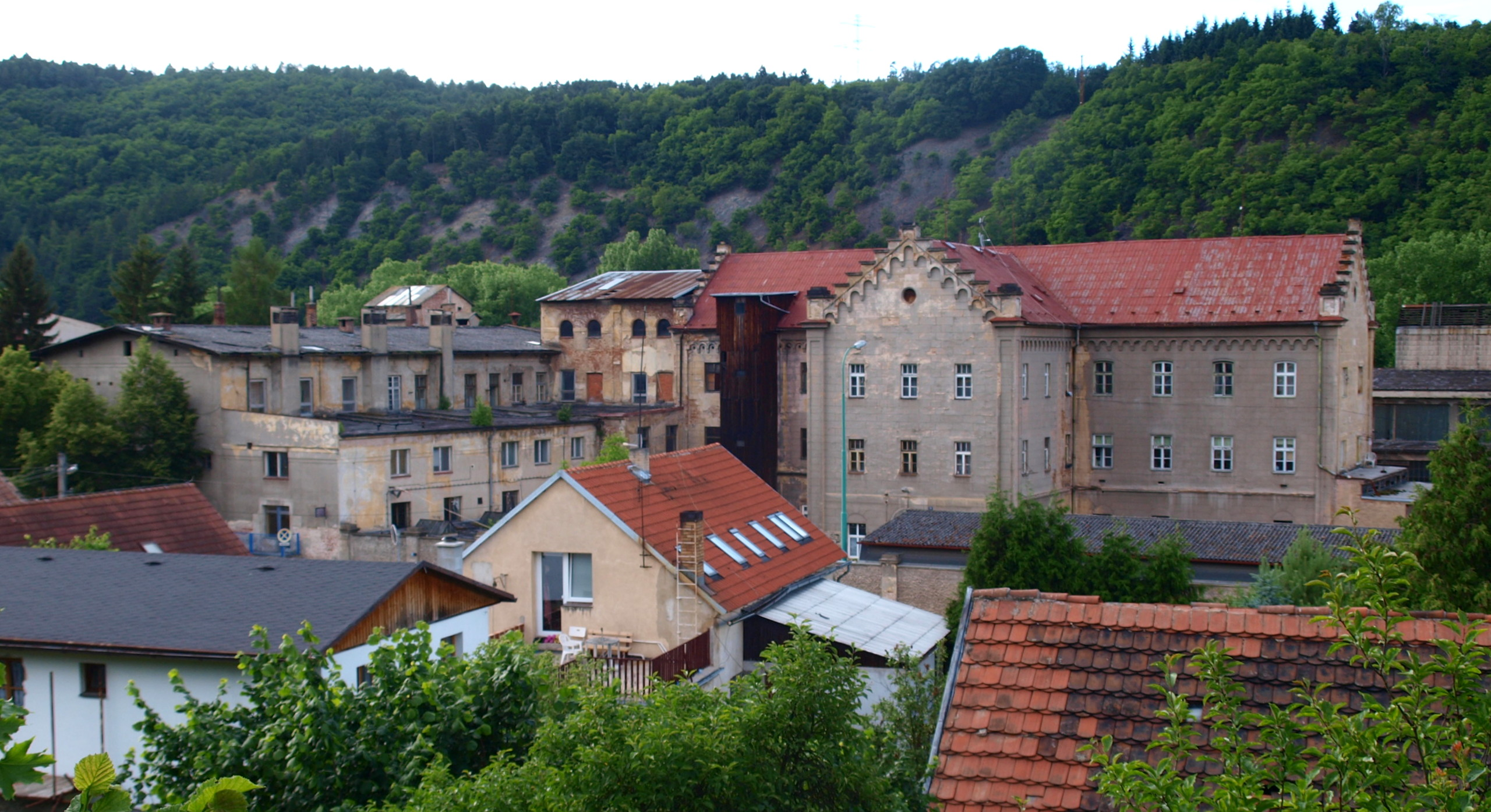
Budova papírny ve Vraném

První písemná zmínka o obci pochází z roku 993, kdy se o obci zmiňuje zakládací listina břevnovského kláštera jako o majetku, který klášter obdržel od Boleslava II. jako statky k obživě. V roce 1407 došlo ke změně majitele, jelikož obce byly prodány klášteru zbraslavskému.
V letech 1930 až 1936 byla u obce zbudována vodní dílo s elektrárnou. Roku 1941 byla v obci provedena celková elektrifikace.
V obci bývala také dlouhá tradice výroby papíru, ta však skončila v roce 2000 a budova místních papíren byla rozprodána.

### Územněsprávní začlenění
Dějiny územněsprávního začleňování zahrnují období od roku 1850 do současnosti. V chronologickém přehledu je uvedena územně administrativní příslušnost obce (osady) v roce, kdy ke změně došlo:
- 1850 země česká, kraj Praha, politický okres Smíchov, soudní okres Zbraslav[6]
- 1855 země česká, kraj Praha, soudní okres Zbraslav
- 1868 země česká, politický okres Smíchov, soudní okres Zbraslav
- 1927 země česká, politický okres Praha-venkov, soudní okres Zbraslav[7]
- 1939 země česká, Oberlandrat Praha, politický okres Praha-venkov, soudní okres Zbraslav[8]
- 1942 země česká, Oberlandrat Praha, politický okres Praha-venkov-jih, soudní okres Zbraslav[9]
- 1945 země česká, správní okres Praha-venkov-jih, soudní okres Zbraslav[10]
- 1949 Pražský kraj, okres Praha-jih[11]
- 1960 Středočeský kraj, okres Praha-západ
- 2003 Středočeský kraj, obec s rozšířenou působností Černošice

### Rok 1932
Ve vsi Skochovice (přísl. Vrané nad Vltavou, 969 obyvatel, přístav, četnická stanice, římskokatolický kostel, ves se později stala součástí Vraného nad Vltavou) byly v roce 1932 evidovány tyto živnosti a obchody: biograf Sokol, 2 holiči, 6 hostinců, 2 kapelníci, konsum Včela, kovář, mědikovec, 2 obchody s mlékem, 3 obuvníci, obchod s ovocem a zeleninou, továrna papírnická, 2 pekaři, porodní asistentka, 3 rolníci, 2 řezníci, 8 obchodů se smíšeným zbožím, stavební družstvo Lidový dům, stavitel, obchod se střižním zbožím, 3 trafiky, truhlář.

## Pamětihodnosti

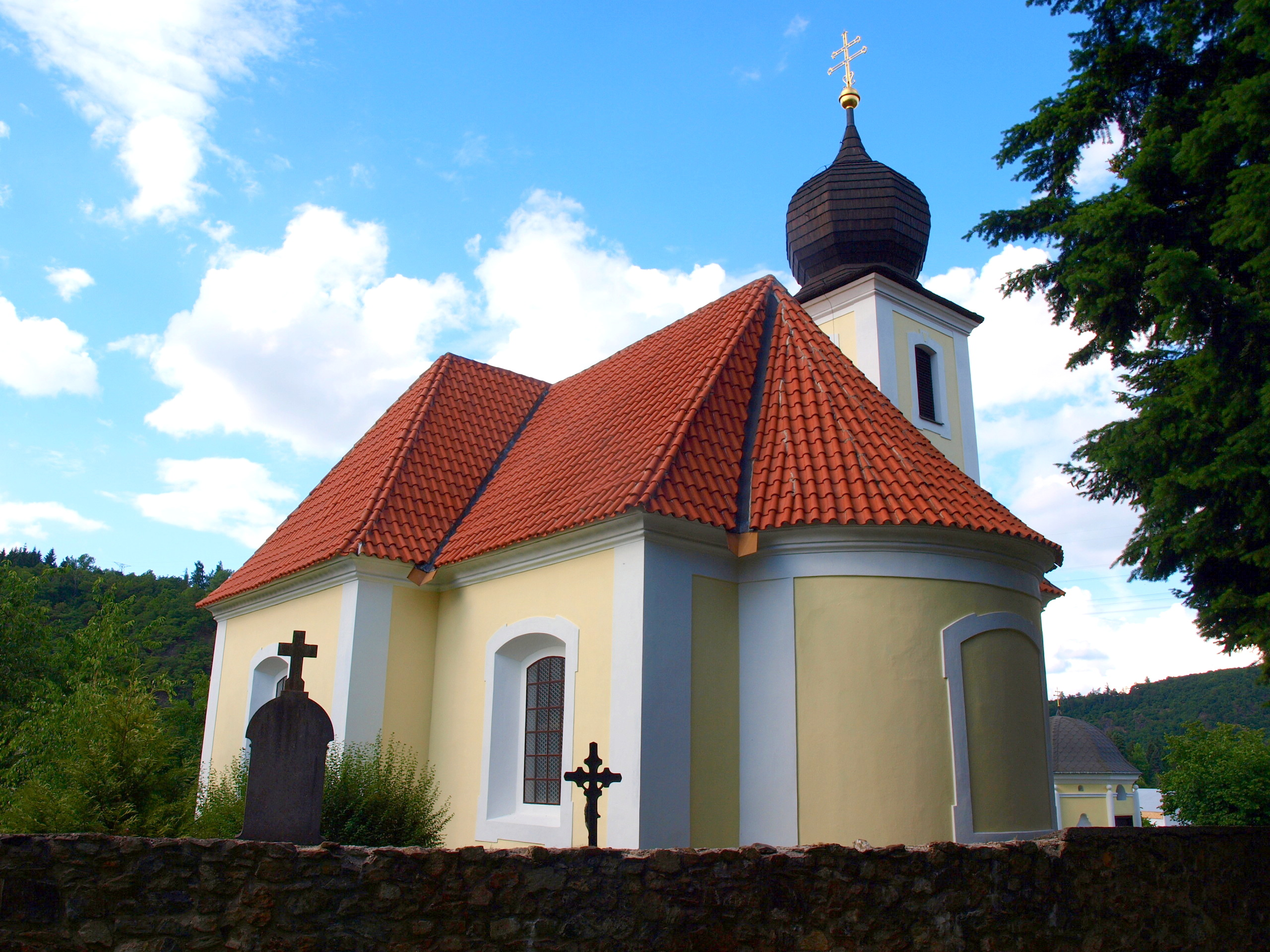
Kostel svatého Jiří

- Barokní kostel svatého Jiří
- Vodní nádrž Vrané

## Doprava

### Dopravní síť
Pozemní komunikace – Obcí prochází krajská silnice III. třídy č. 1043 Praha-Zbraslav – Vrané nad Vltavou – Zvole. Roku 1907 se začalo se stavbou silnice z Vraného přes Zvoli a Ohrobec do Dolních Břežan. Roku 1969 byla slavnostně otevřena silnice okolo řeky přes Jarov a Zbraslavský most na Zbraslav.
Železnice – Obec leží na železniční trati 210 Praha-hlavní nádraží – Vrané nad Vltavou – Čerčany/Dobříš. Je to jednokolejná regionální trať, doprava na ní byla zahájena roku 1897. V železniční stanici Vrané nad Vltavou se trať dopravně rozděluje na dvě větve, do Jílového u Prahy a Čerčan a do Dobříše. Stavebně se trať rozděluje až za železniční zastávkou Skochovice.

### Veřejná doprava
Autobusová doprava – Obec obsluhuje příměstská linka PID č. 445 v trase Březová-Oleško – Vrané nad Vltavou – Zvole – Okrouhlo – Jílové u Prahy. Linka jednak slouží jako místní obsluha Vraného nad Vltavou a zajišťuje spojení horní části obce s železniční stanicí, a jednak poskytuje okolním obcím přístup k železnici.
Železniční doprava – Ve stanici Vrané nad Vltavou zastavují spoje linek PID S8 a S88. Ve směru Praha-hlavní nádraží jsou spoje obou linek vzájemně proloženy na interval 30-60 (o víkendu výjimečně 90) minut, v opačném směru pokračuje linka S8 ve směru Davle – Jílové u Prahy – Týnec nad Sázavou – Čerčany (kde navazuje na další železniční tratě) a linka S88 ve směru Měchenice – Mníšek pod Brdy – Dobříš.
Přívoz – Obec byla původně spojena s okolním světem jen pomocí brodu přes Vltavu a později přívozem. Přívoz z Vraného do osady Strnady v Praze-Zbraslavi, který zajišťuje spojení obce s levobřežními autobusovými linkami PID, provozuje obec Vrané na Vltavou.

## Osobnosti
- S Vraným je spojeno jméno Jaromíra Vejvody, autora slavné písně Škoda lásky, který v obci žil v letech 1935 až 1961.
- Marie Voříšková (1907–1987), česká spisovatelka, autorka literatury pro děti a mládež

## Galerie

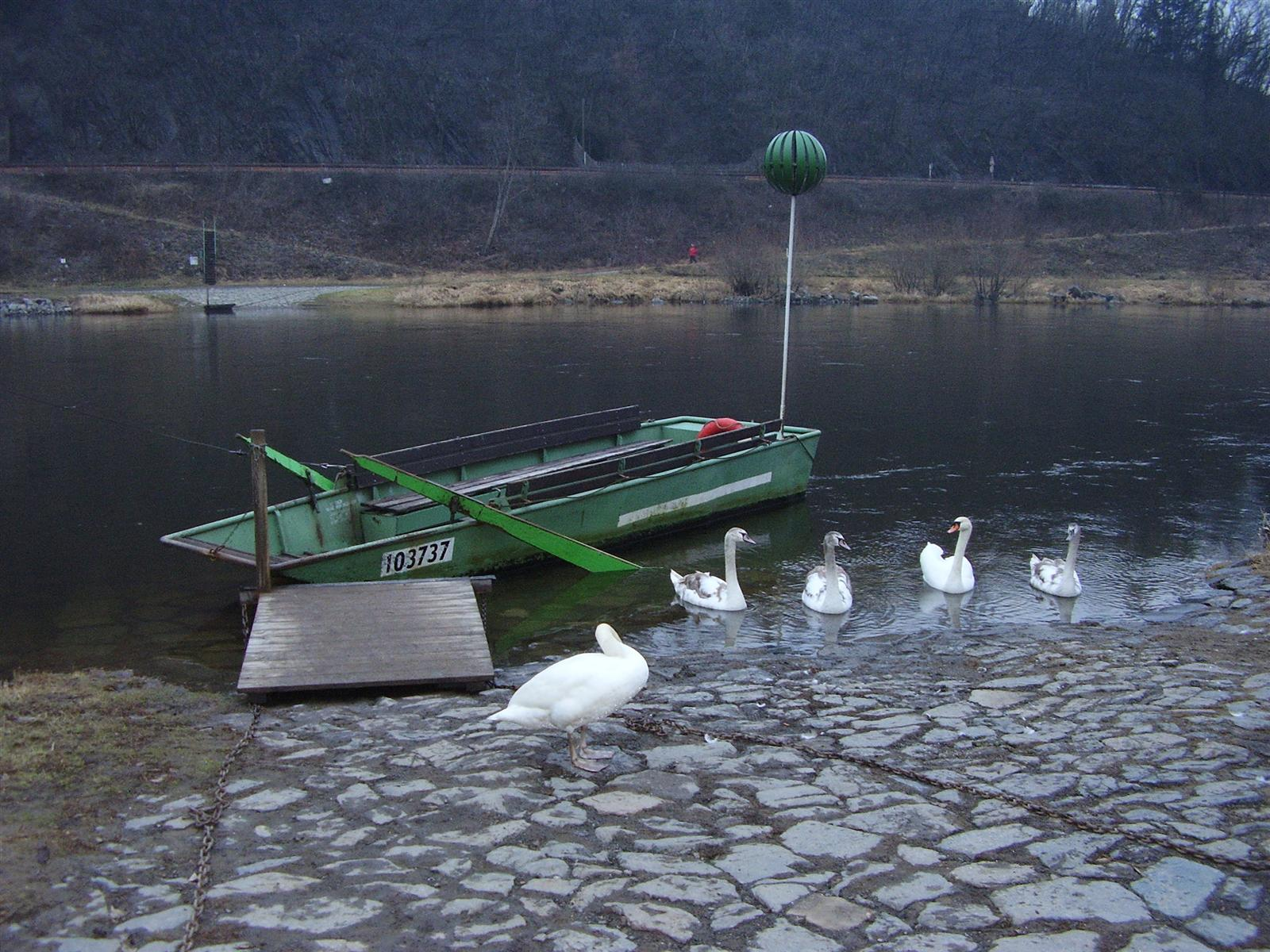
Přívoz ve Vraném nad Vltavou
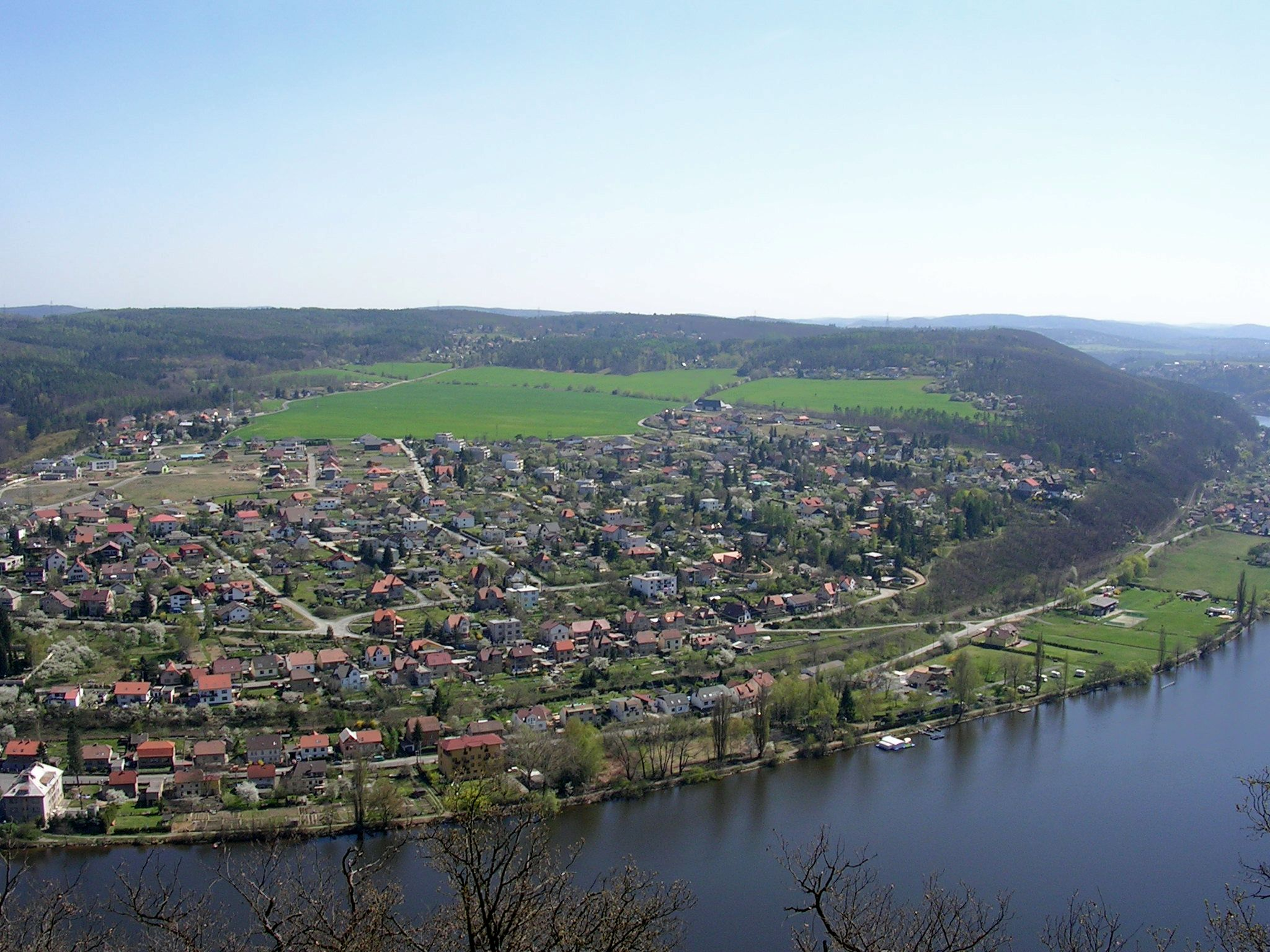
Jižní část Vraného (v pozadí na kopci je Březová)
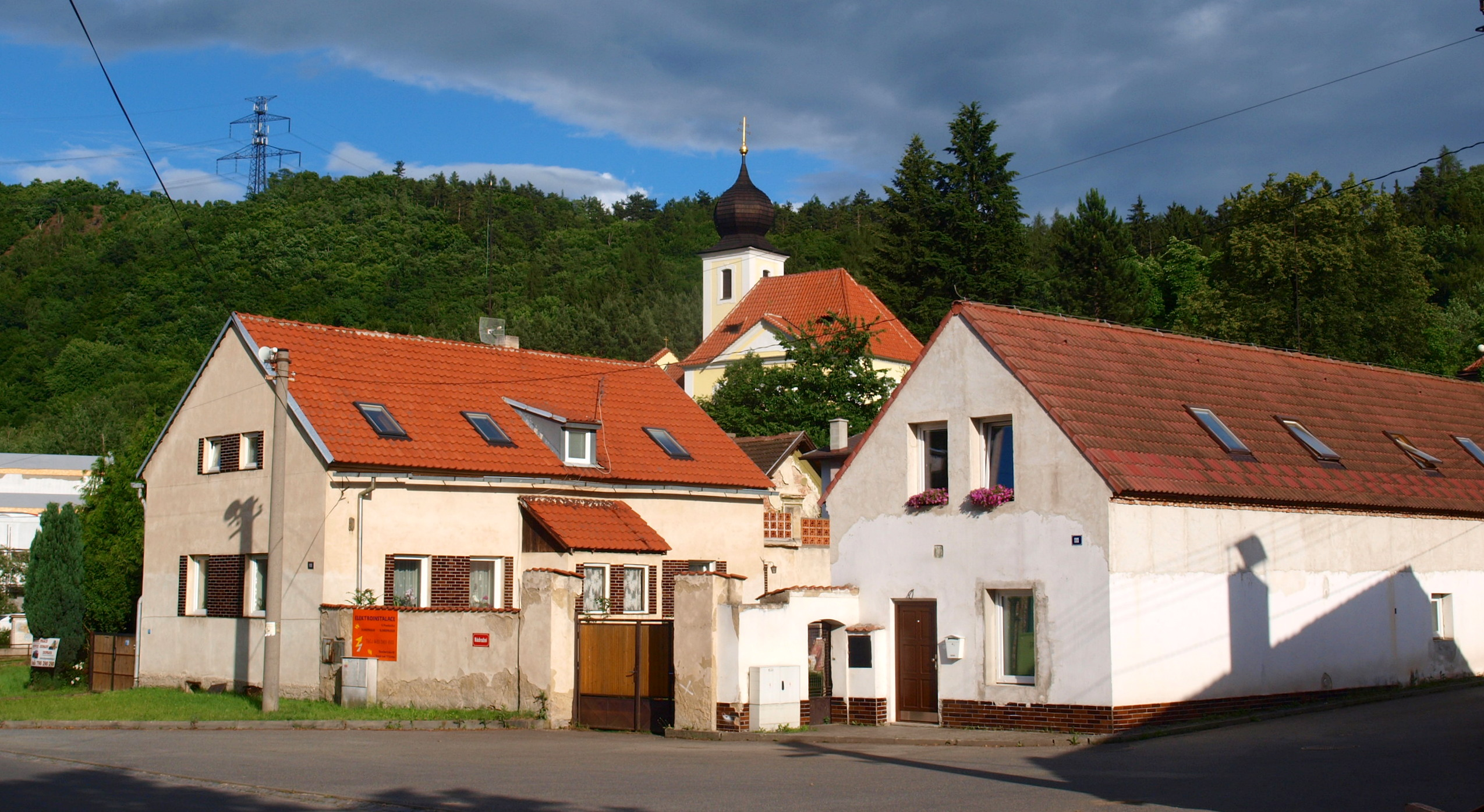
Vrané nad Vltavou, dolní část Nádražní ulice, v pozadí vpravo je vidět věž kostela sv. Jiří
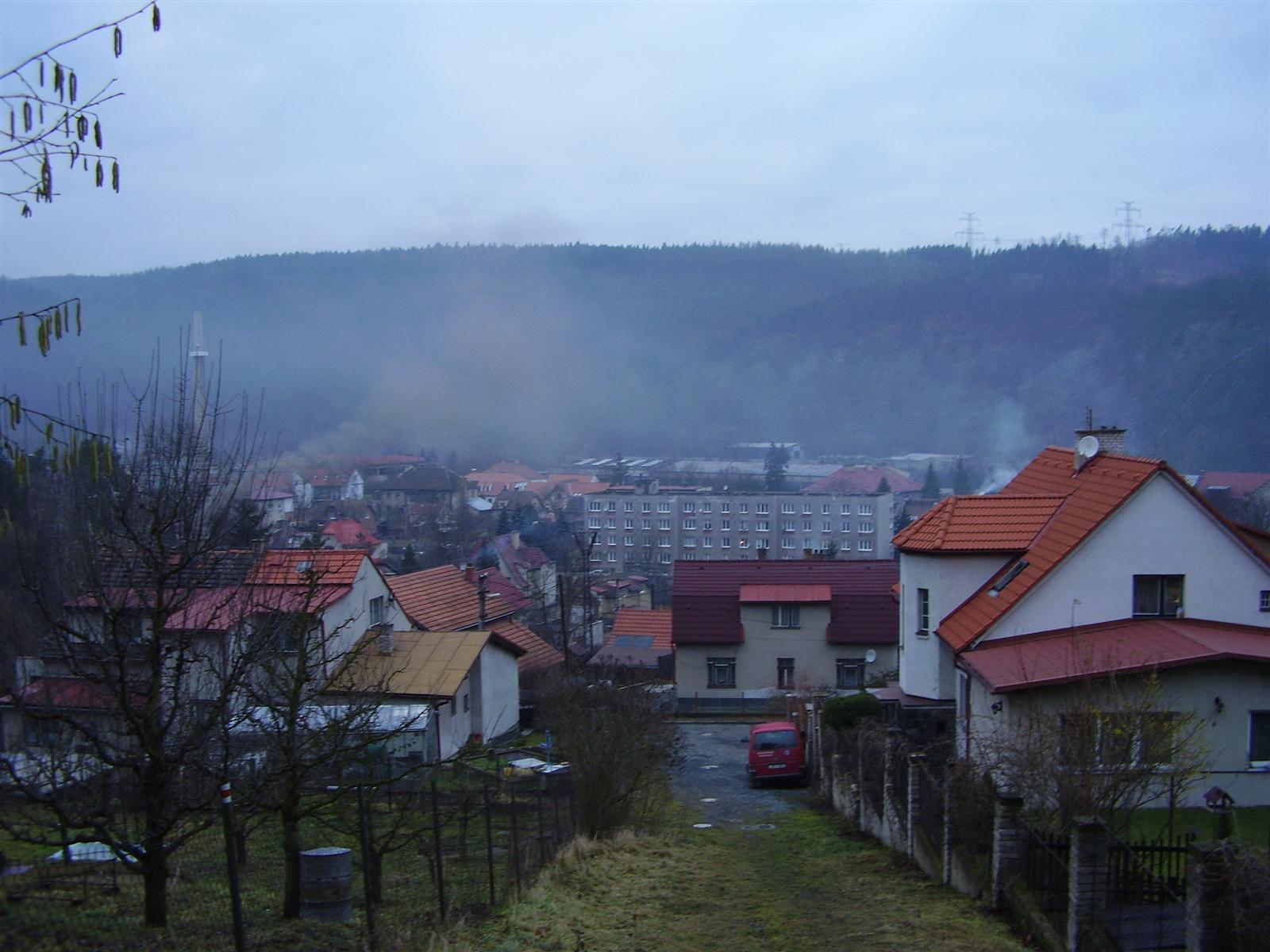
Pohled na Vrané nad Vltavou od Jarova
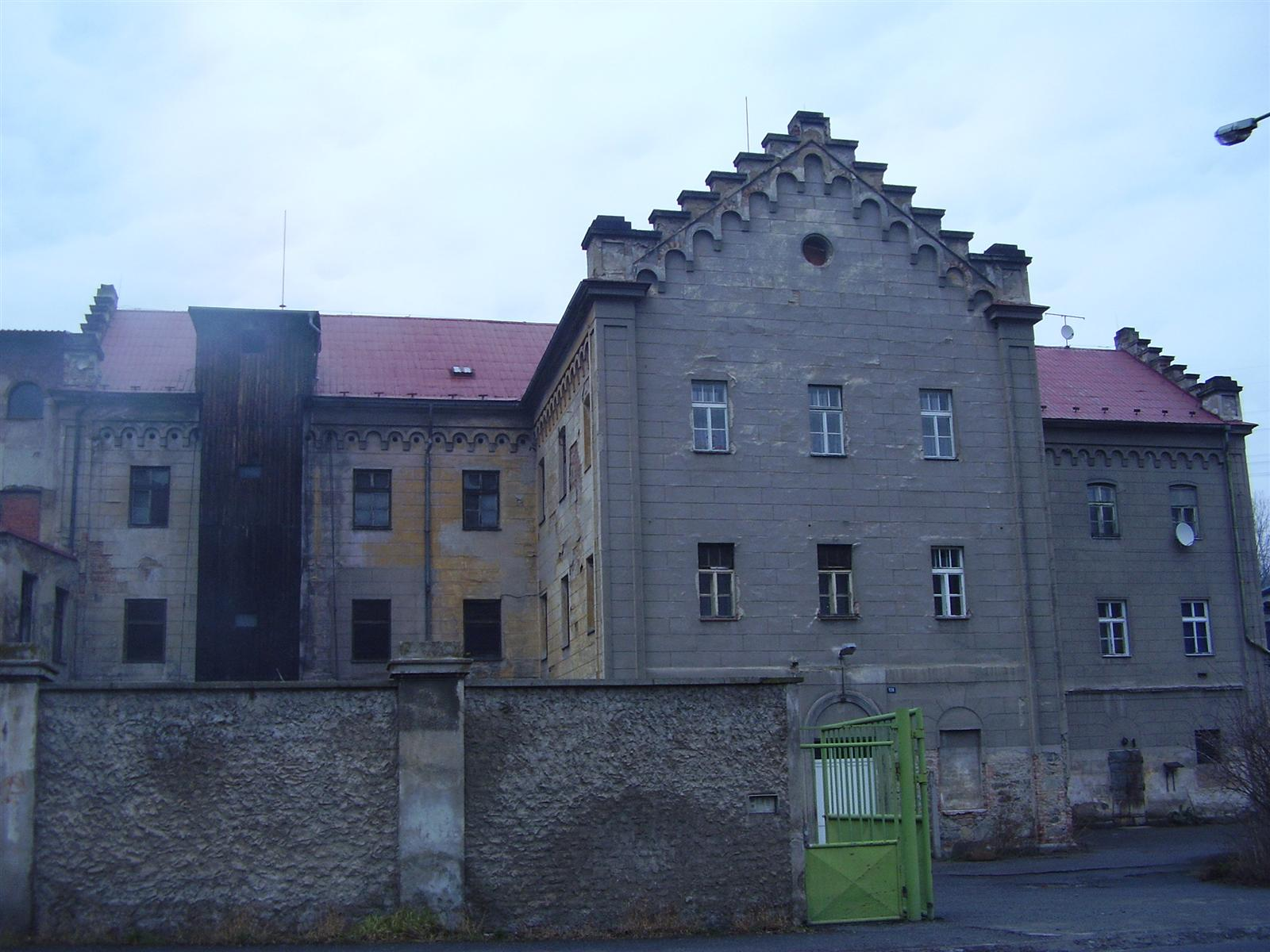
Budova papíren ve Vraném.
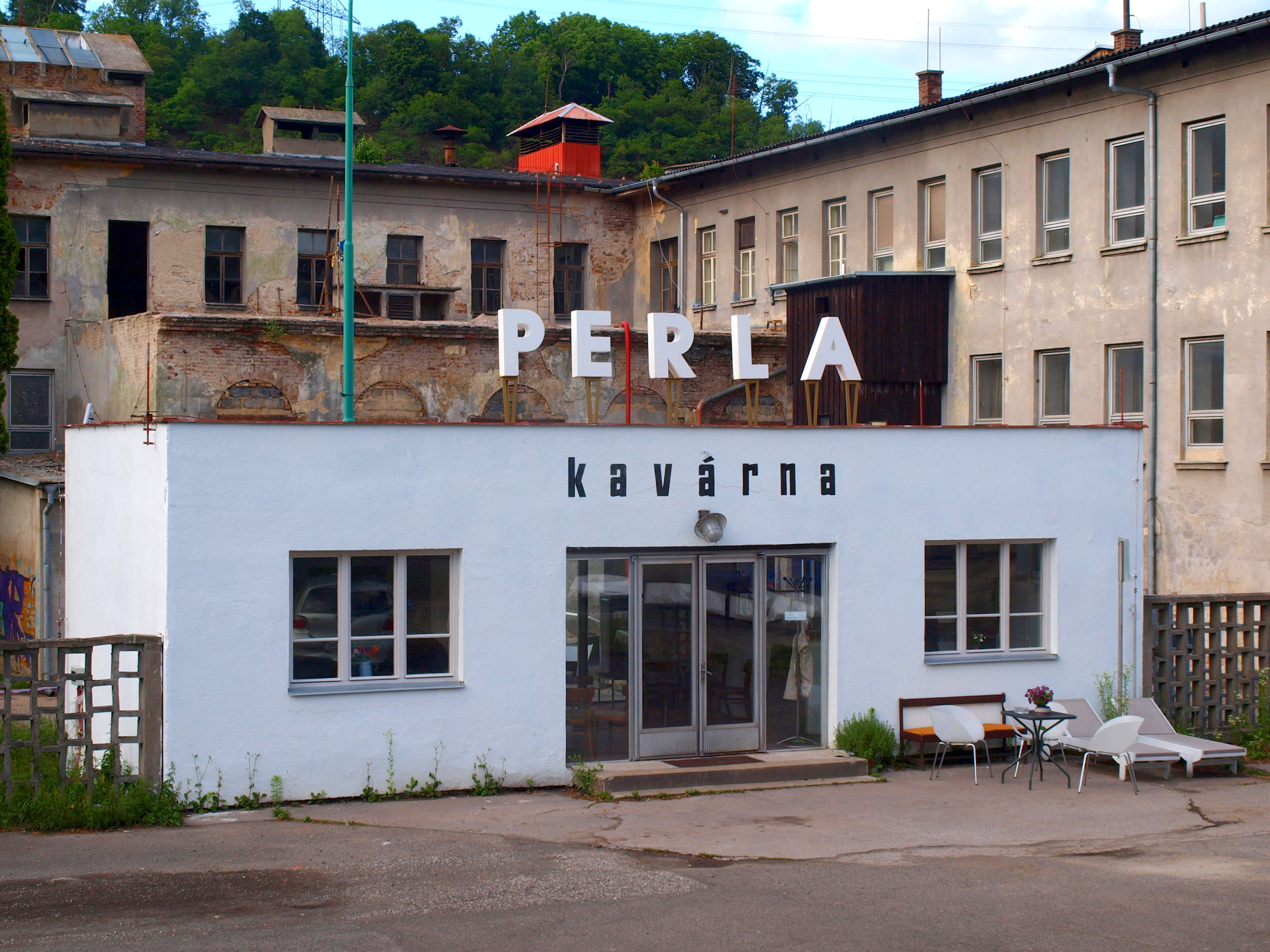
Kavárna v areálu papírny
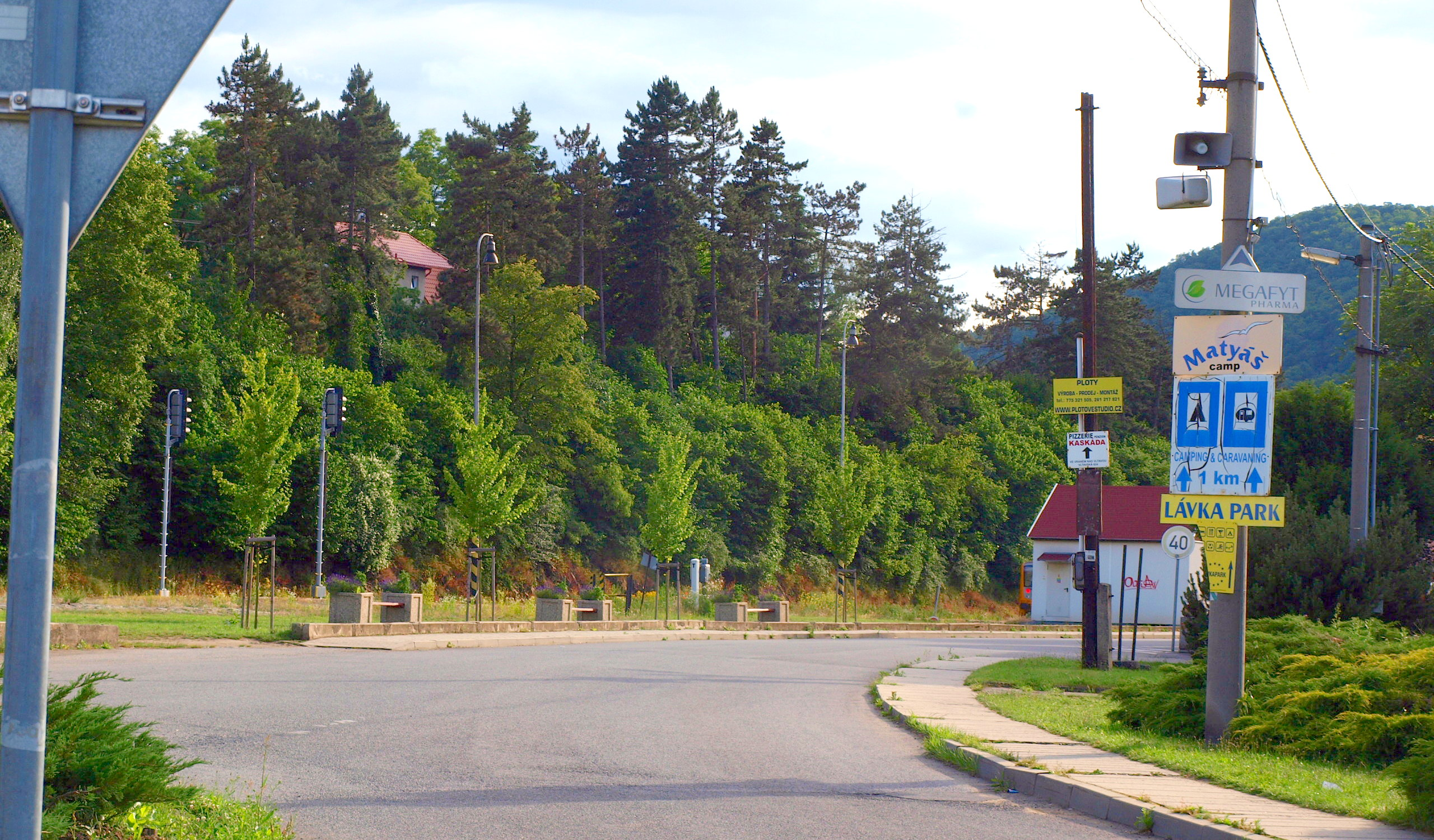
Horní část Nádražní ulice u vlakového nádraží
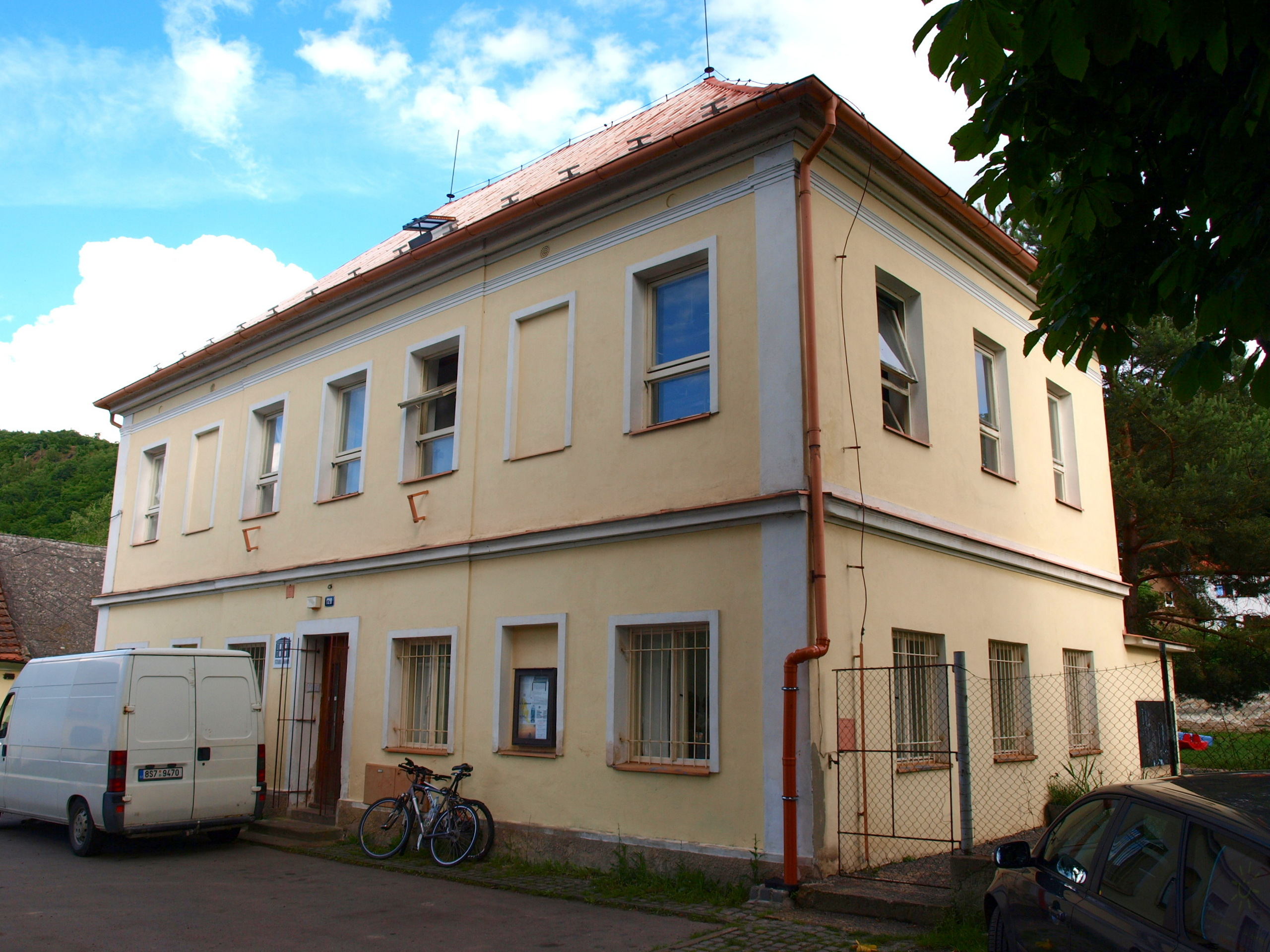
Stará škola u kostela
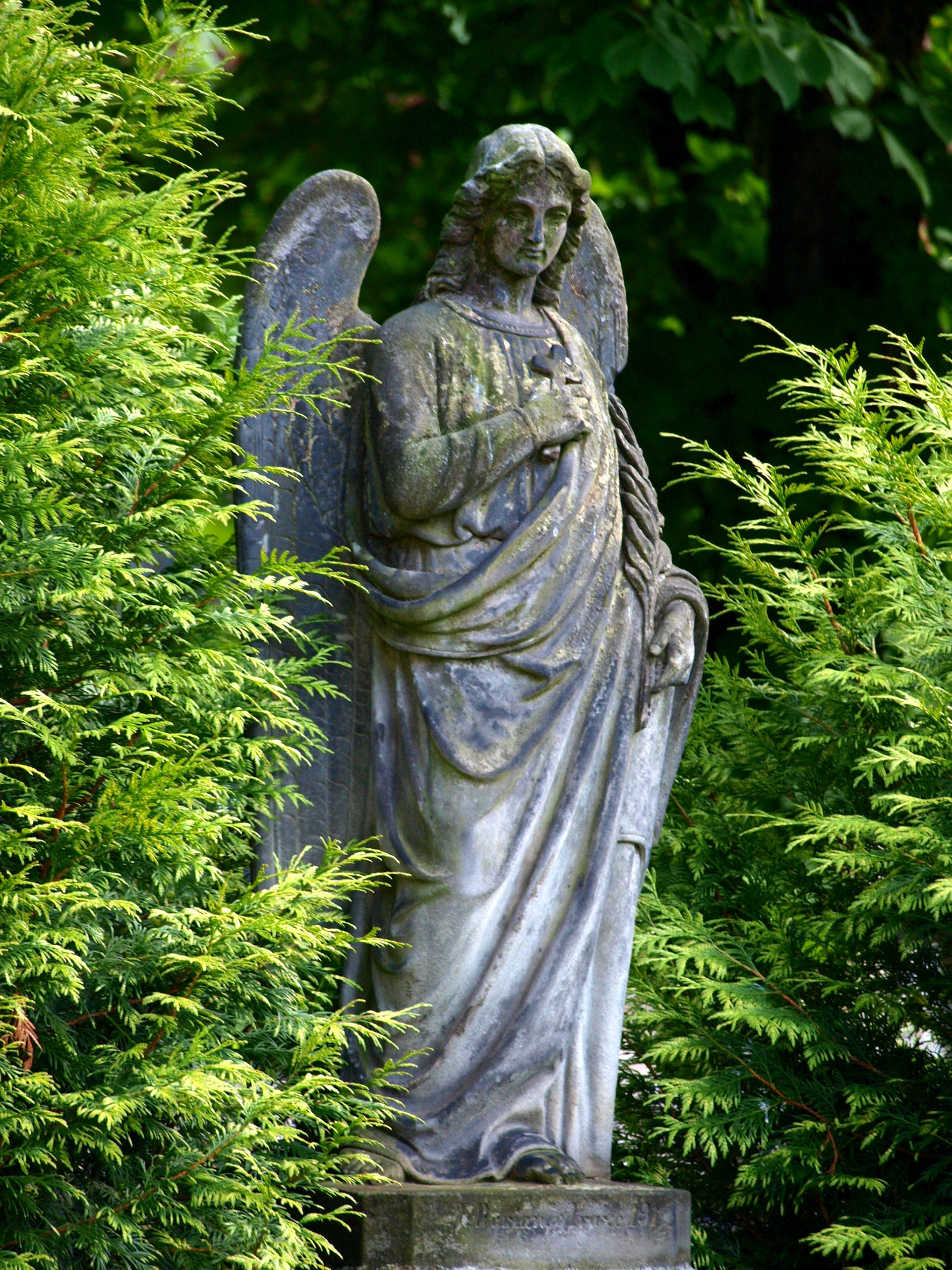
Socha anděla na náhrobku na starém kostelním hřbitově
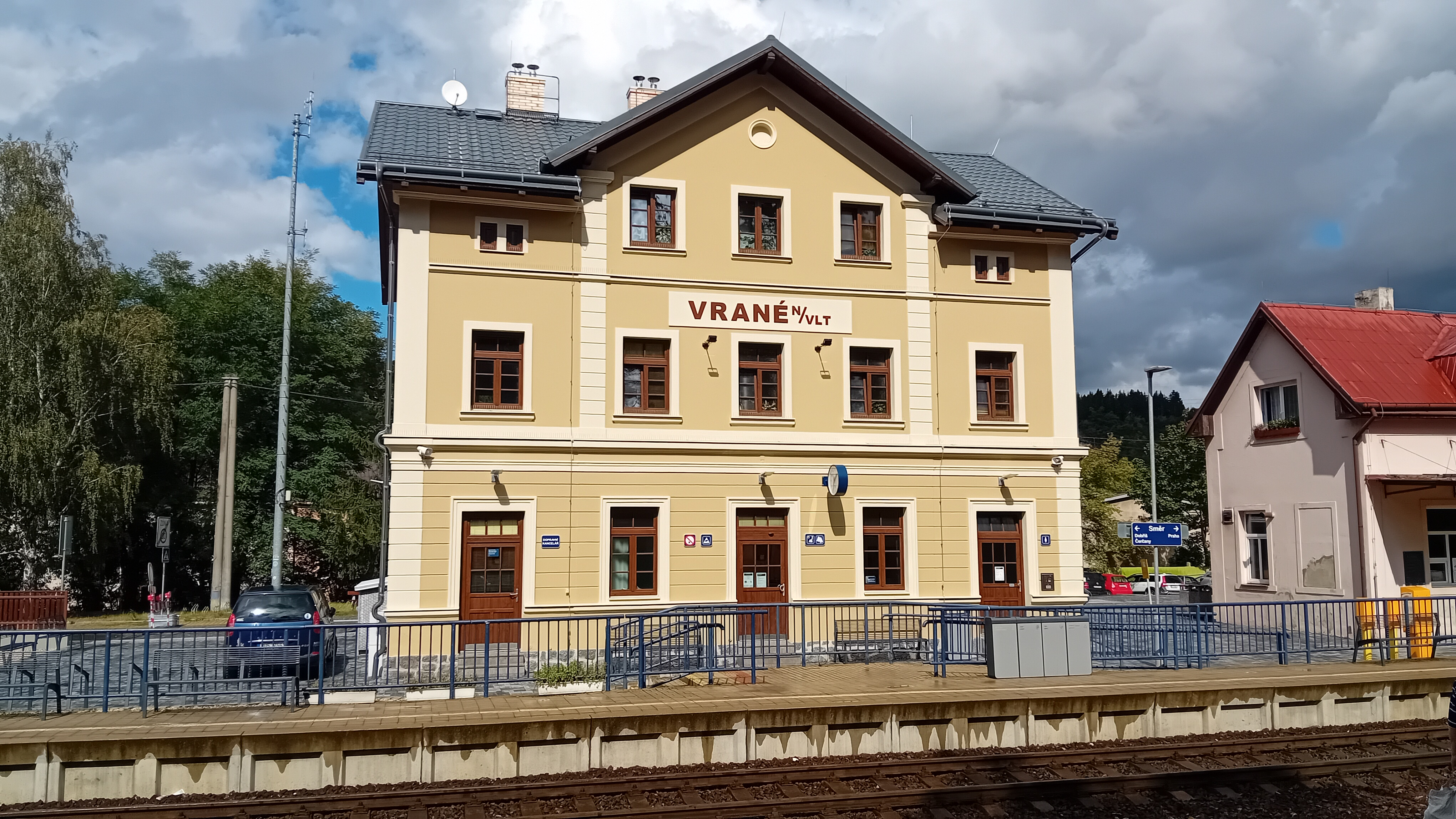
Železniční stanice